# Clinton (Louisiana)
Clinton è una città della Louisiana, Stati Uniti d'America, capoluogo di contea della Parrocchia di East Feliciana. La città prende il nome dall'ex governatore di New York DeWitt Clinton. È una parte dell'Area Metropolitana di Baton Rouge.

## Società

### Evoluzione demografica
Secondo il censimento del 2000 la popolazione ammonta a 1.998 abitanti. 670 famiglie, di cui 481 residenti in città. La densità di popolazione era di 281.5 per km². Le unità abitative ammontano a 771 con una densità media di 108.6 per km². La composizione etnica della città è stata 40,74% di bianchi, 58,26% afroamericani, 0,05% nativi americani, 0,15% asiatici e 0,10% di altre razze.

## Educazione
Le principali scuole pubbliche di Clinton includono; Clinton High School, Clinton Middle School e Clinton Elementary School. Silliman Institute è la principale scuola privata della zona.

## Media
Film come La lunga estate calda (1958), Sounder (1972) e Hazzard (2005) sono stati girati a Clinton e nelle zone limitrofe. La serie della HBO True Blood ha avuto un contratto di cinque anni con la città, dove viene in parte ricreata l'immaginaria cittadina di Bon Temps.